# バレエ・メカニック (小説)
『バレエ・メカニック』は、津原泰水の小説。2004年よりSFマガジンに掲載、加筆のうえ2009年に早川書房より四六判単行本が刊行、2012年に文庫版、2018年に電子書籍版が刊行された。

## 概要
第一章「バレエ・メカニック」、第二章「貝殻と僧侶」、第三章「午前の幽霊」から成る。
各章に前衛フィルムの古典の題を冠している。表題、また第一章の章題である「バレエ・メカニック」は、フェルナン・レジェによる映画『バレエ・メカニック』から。
装丁は著者自装。表紙に用いられているのは四谷シモンの人形の写真である。
担当編集者は塩澤快浩。
2009年、AXNミステリー闘うベストテン2位。2010年、第41回星雲賞日本長編部門候補。同年、ランキング「SFが読みたい！」国内篇3位。

## 主な登場人物
木根原魁（きねはらすぐる）
造形作家。第一章の主人公。第二章で死亡。
龍神好実（りゅうじんよしみ）
木根原理沙の主治医。異性装者。第一章は、龍神による二人称の木根原視点で語られる。
木根原理沙（きねはらりさ）
木根原魁の娘。第一章においては植物人間。人類最初の〈不死者〉となったとされる。

## 書籍情報
- 『バレエ・メカニック』早川書房／四六判単行本／2009年
- 『バレエ・メカニック』早川書房／文庫／2012年
- 『バレエ・メカニック』早川書房／電子書籍／2018年